# Сен-Поль-ле-Дакс
Сен-Поль-ле-Дакс (фр. Saint-Paul-lès-Dax) — коммуна на юго-западе Франции в департаменте Ланды (регион Аквитания).

## География
Коммуна расположена на берегу реки Адур, напротив города Дакс.
На территории коммуны сливаются две небольшие реки Пустаньяк и Кабан, правые притоки Адура.

## История
Посёлок Сен-Поль располагается на правом берегу реки Адур напротив города Дакс; история этих поселений сильно переплетена между собой. Благодаря своему расположению посёлок всегда был на переднем крае обороны города и на пути в Большие Ланды, центральную часть природной области Гасконские Ланды.
В галло-римскую эпоху в местных долинах развивалось сельское хозяйство. Названия некоторых объектов свидетельствуют о наличии здесь галло-римских вилл, а последние исследования показали наличие признаков ремесленной деятельности по обработке железной руды во II веке нашей эры (наличие низкошахтных печей).
Согласно письменным свидетельствам, датированным XII веком, в селении Сен-Поль была возведена церковь при содействии герцогини Алиеноры Аквитанской; эта церковь стала приютом для паломников на пути к могиле Святого Иакова. Церковь имеет примечательную апсиду, свидетельствующую о каталонском и наваррском влиянии на местное искусство. Позже регион попал под владычество английского герцога Гиеньского и в документе 1326 года были закреплены границы соседних церковных округов путём расстановки каменных знаков. Принц Уэльский возложил на жителей Сен-Поля обязанности обороны земляных укреплений Дакса.
В эпоху абсолютной монархии короли Франции, сначала Генрих IV, а затем Людовик XIII и Людовик XIV высоко ценили верность и воинскую смелость местных жителей, однако не были щедры даже на ремонт дороги, по которой они проезжали посёлок на своём пути в Испанию.
Статус коммуны поселение Сен-Поль обрело в период Французской революции. 08 февраля 1790 года посёлок стал самостоятельным, а в 1792 году коммуна получила название Сен-Поль-ле-Дакс. Обширная территория коммуны, перешедшая под управление вновь созданного муниципалитета, стала объектом притязаний соседних субъектов, в особенности Дакса, который лишился значительной части своих сельскохозяйственных угодий.
В годы работы французского Национального конвента (1792—1795 годы) коммуна носила революционное имя Bonnet-Rouge.

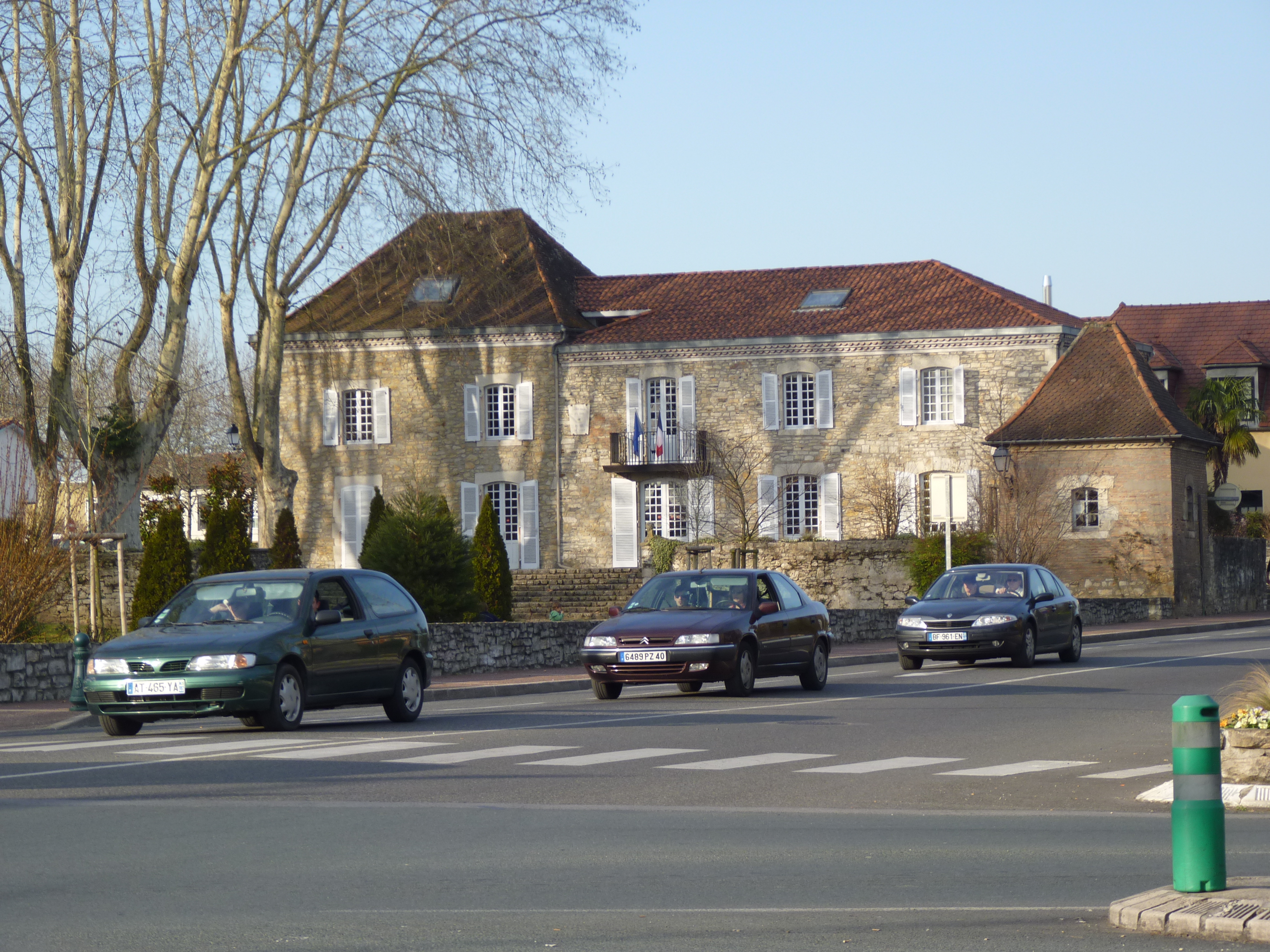
Мэрия Сен-Поль-ле-Дакса

В период реставрации монархии во Франции два члена муниципалитета вели тяжелую борьбу, защищая границы территории коммуны. Сначала после множества судебных процессов удалось закрепить кадастровые границы с соседними коммунами. Затем, усилиями другого члена муниципалитета, Бертрана Жоффруа, удалось развить металлургическую промышленность, превратив Сен-Поль в один из важных промышленных центров региона. Прибытие поезда на вокзал Сен-Поль привело к разорению местной металлургии.
В период Третьей республики значение коммуны Сен-Поль в департаменте росло непрерывно, переходя в открытое соперничество с соседями. Причина этого кроется в бурном развитии различных отраслей промышленности — черепичный завод, литейное производство, предприятия металлургии, лесопилки, мукомольная мельница на реке Пустаньяк, перегонный завод и дубильный цех. Город рос вокруг новой школы, построенной при мэре Огюсте Лартиге, который управлял коммуной в период с 1888 по 1919 год.
После Второй мировой войны город вступил в новый период расцвета, благодаря развитию строительной промышленности. При содействии муниципалитета численность населения коммуны быстро росла и преодолела отметку в 10 000 человек. Важный вклад в рост численности населения внесла программа решительных мер по застройке территории коммуны коттеджными посёлками. Вокруг нового пруда lac de Christus, созданного в 1974 году, начали развиваться бальнеолечебницы и туристическая отрасль, благодаря наличию термальных источников. Торговые предприятия расположены вдоль проспекта avenue de la Résistance и проспекта avenue Saint Vincent de Paul. Экономическая деятельность сосредоточена в промышленной зоне вдоль автодороги на Кастетс.

## Достопримечательности
- Церковь Сен-Поль имеет апсиду XII века с великолепными барельефами. Церковь расположена на паломническом пути к могиле Святого Иакова.
- Дом Пьера Бенуа, автора «Мадемуазель де ла Ферте».
- Мельница у Пустаньяка.

## Культура
- Музыкальный фестиваль Tempos du Monde[2]
- Европейский фестиваль цирковых артистов (ноябрь)[3]